# Matt Hoyer
Matt Hoyer, ameriški Slovenec, harmonikar, * 22. februar 1891, Sodražica, Slovenija, tedaj Avstro-Ogrska, † 20. december 1960, Cleveland.

## Življenje
Rojen kot Matija Arko, se je rodil leta 22. februarja 1891 v Sodražici na hišni številki 52 kot nezakonski otrok matere Helene Arko. O njegovem otroštvu je bolj malo znanega, bil je gozdar, izučil se je za glasbilarja, saj je izdeloval, popravljal in uglaševal harmonike že v Sloveniji. Pozneje, ko je leta 1911 odšel v Ameriko, je to delo nadaljeval tam.

## Hoyerjev trio
Verjetno okoli leta 1919 je ustanovil Hoyerjev trio (Hoyer je bil njegov nadimek), ki je dosegla popularnost predvsem na severovzhodu Ohia na zahodu Pensilvanije. Prav istega leta, 1919, so pričeli snemati za Victor Talking Machine Co., pozneje za Columbia Gramophone Co. in nazadnje za Okeh Records. Ena njegovih največjih prodanih uspešnic je bila Dunaj ostane Dunaj, povzeta od nemško-avstrijske koračnice Wien Bleibt Wien ali Dunaj za vedno.
Poleg igranja na slovenskih porokah in plesih je trio igral tudi za češko občinstvo. V takratnih časih je bil Matt senzacija na diatonični in pozneje na 120-basni kromatični harmoniki, njegovi igralni stil je bil unikaten, gladek in natančen.
V triu so igrali poleg Matta na harmoniki, tudi njegova dva polbrata Frank in Eddie Simončič. Frank je igral na bendžo, Ed pa na kitaro in kromatično harmoniko. V zgodnjih začetkih 
je bil sprva znan pod Matthias Arko, pozneje, ko sta igrala Matt in Frank pod imenom Simončič brata in nazadnje Hoyer trio.
Hoyer je leta 1924 posnel tudi dve plošči z Louisom Spehekom, tedaj ko so snemali še pri Victor Talking Machine Co. Hoyerjev trio je prenehal s snemanjem leta 1929, ker se niso hoteli vključiti v Združenje glasbenikov, ki je v začetku 30. let 20. stoletja postalo zelo aktivno. Pogoj za snemanje plošč je bilo članstvo v zvezi, nakar pa Matt Hoyer tega ni hotel. Pa tudi snemanje plošč glede na število prodanih izvodov je postalo zanje predrago.

## Smrt
Hoyer je igral vse do konca svojega življenja. Leta 1959 je zbolel, 20. decembra 1960 pa je podlegel raku in umrl. Heinie Martin Antoncic, dekan Ameriško-slovenskih radio napovedovalcev je o njemu izjavil: "Matt Hoyer je bil George Washington med Slovenskimi polka glasbeniki!".
Mnogi pa mu še dandanes pravijo pradedek Clevelandskega polka stila.

## Hoyerjevi harmoniki
Hoyerjev sin Teddy je imel obe njegovi harmoniki, tako Mervarjevo diatonično kot tudi Excelsior 120-basno kromatično harmoniko. Obe je perfektno obnovil. Excelsiorjeva 120-basna kromatična harmonika je bila prodana Billu Ažmanu mlajšemu iz Clevelanda, ki pa je bil tesni prijatelj Teddyja, in velik ljubitelj Mattove glasbe, zato mu jo je Teddy, ki je vedel za Billovo veliko ljubezen do očetove glasbe, prodal. Ažman pa se tudi ukvarja z mesnico, saj ima v lasti Azman Meats Inc. v Ohiu.
Mervarjeva harmonika pa je prišla v roke fantu, ki je hodil z Teddyjevo hčerko, a ker je ta umrl, je harmonika prešla v last Teddyjevi hčerki. Harmonika pa je sedaj postavljena v Clevelandskem Style Polka Hall of Fame na oddelku za "harmonikarje slavnega Clevelandskega polka stila".

## Plošče
Pri podjetju Victor Talking Machine Co. je posnel 2 plošči z Louisom Spehkom leta 1924; Ljubimsko veselje in Urno skakaj, v letu 1928 pa je mešano posnel 6 plošč z Adrija pevci; Na Pustni torek, Domače veselje, Vojaški nabor, Zeleni jurj, Vandrovec in pa Cigani (nekaj od teh je bilo tudi komedij, v spremljavi pa je igral Hoyerjev trio).